# Buzz a sorpresa
Buzz a sorpresa (Small Fry) è un cortometraggio animato del 2011 diretto da Angus MacLane.
Prodotto dai Pixar Animation Studios, il film ha per protagonisti alcuni dei personaggi della serie Toy Story ed è stato distribuito in sala assieme al film I Muppet.

## Trama
Quando Buzz Lightyear viene accidentalmente dimenticato da Bonnie in un fast food, una versione "meal toy" decisamente più fastidiosa ne prende il posto. Intrappolato, diventa parte di un gruppo di sostegno per giocattoli scartati, mentre i suoi amici escogitano un piano per salvarlo.

## Promozione
La prima immagine del corto è stata pubblicata online l'11 novembre 2011.